# آرامستان ارامنه وردان
گورستان ارامنه وردان با ابعاد متر در یک کیلومتری روستای وردان شهرستان سلماس واقع شده‌است. قدمت این تپه قبرستان به قرن هفتم و هشتم هجری می‌رسد. در محوطهٔ قبرستان حدود ۱۵۰ قبر وجود دارد. طبق بررسی پژوهشگران در گذشته در محل این گورستان کلیسایی وجود داشته که از آن تنها طاقچه ای در یک دیوار کاهگلی به جا مانده و امروزه، تمامی سطح کلیسا در ساخت و سازهای روستا واقع شده‌است.